# Mistrzostwa Europy U-23 w Piłce Nożnej 1972
Mistrzostwa Europy U-23 w piłce nożnej 1972 – pierwsze (nieoficjalne) rozgrywki młodzieżowych mistrzostw Europy, które odbyły się od 1970 do 1972 roku. W turnieju mogli brać udział piłkarze, których wiek nie przekraczał 23 lat. 23 reprezentacje narodowe zostały podzielone na osiem grup. W każdej grupie zespoły grały systemem "każdy z każdym mecz i rewanż". Do ćwierćfinałów awansowali zwycięzcy poszczególnych grup. Również mecze ćwierćfinałowe, półfinałowe i finałowe były rozgrywane systemem play-off w dwumeczach.

## Kwalifikacje
Drużyny zostały podzielone na 2 grupy po cztery, 3 grupy po trzy i 3 grupy po dwa zespoły.

### Legenda do tabelek
- Pkt - liczba punktów
- M - liczba meczów
- W - wygrane
- R - remisy
- P - porażki
- Br+ - bramki zdobyte
- Br- - bramki stracone
- +/- - różnica bramek

### Grupa 1
| # | Reprezentacja       | M | W | R | P | Br+ | Br- | Pkt. |
| - | ------------------- | - | - | - | - | --- | --- | ---- |
| 1 | Czechosłowacja U-21 | 4 | 2 | 2 | 0 | 8   | 4   | 6    |
| 2 | Rumunia U-21        | 4 | 2 | 1 | 1 | 5   | 3   | 5    |
| 3 | Finlandia U-21      | 4 | 0 | 1 | 3 | 4   | 10  | 1    |

| - Finlandia 1-1 Czechosłowacja - Finlandia 0-1 Rumunia - Rumunia 1-1 Czechosłowacja | - Czechosłowacja 5-2 Finlandia - Rumunia 3-1 Finlandia - Czechosłowacja 1-0 Rumunia |
|                                                                                     |                                                                                     |

### Grupa 2
| # | Reprezentacja | M | W | R | P | Br+ | Br- | Pkt. |
| - | ------------- | - | - | - | - | --- | --- | ---- |
| 1 | Bułgaria U-21 | 6 | 4 | 1 | 1 | 9   | 3   | 9    |
| 2 | Węgry U-21    | 6 | 3 | 1 | 2 | 9   | 3   | 7    |
| 3 | Norwegia U-21 | 6 | 1 | 3 | 2 | 6   | 13  | 5    |
| 4 | Francja U-21  | 6 | 0 | 3 | 3 | 5   | 10  | 3    |

| - Norwegia 1-0 Węgry - Francja 0-0 Norwegia - Bułgaria 5-0 Norwegia - Francja 1-1 Węgry - Bułgaria 1-0 Węgry - Norwegia 1-1 Bułgaria | - Norwegia 4-4 Francja - Węgry 2-0 Bułgaria - Węgry 3-0 Francja - Węgry 3-0 Norwegia - Bułgaria 1-0 Francja - Francja 0-1 Bułgaria |
| | |

### Grupa 3
| # | Reprezentacja   | M | W | R | P | Br+ | Br- | Pkt. |
| - | --------------- | - | - | - | - | --- | --- | ---- |
| 1 | Grecja U-21     | 2 | 2 | 0 | 0 | 3   | 0   | 4    |
| 2 | Szwajcaria U-21 | 2 | 0 | 0 | 2 | 0   | 3   | 0    |

| - Grecja 1-0 Szwajcaria | - Szwajcaria 0-2 Grecja |
|                         |                         |

### Grupa 4
| # | Reprezentacja  | M | W | R | P | Br+ | Br- | Pkt. |
| - | -------------- | - | - | - | - | --- | --- | ---- |
| 1 | ZSRR           | 2 | 1 | 1 | 0 | 3   | 2   | 3    |
| 2 | Hiszpania U-21 | 2 | 0 | 1 | 1 | 2   | 3   | 1    |

| - Hiszpania 1-2 ZSRR | - ZSRR 1-1 Hiszpania |
|                      |                      |

### Grupa 5
| # | Reprezentacja   | M | W | R | P | Br+ | Br- | Pkt. |
| - | --------------- | - | - | - | - | --- | --- | ---- |
| 1 | Dania U-21      | 2 | 1 | 1 | 0 | 3   | 2   | 3    |
| 2 | Portugalia U-21 | 2 | 0 | 1 | 1 | 2   | 3   | 1    |

| - Portugalia 1-1 Dania | - Dania 2-1 Portugalia |
|                        |                        |

### Grupa 6
| # | Reprezentacja | M | W | R | P | Br+ | Br- | Pkt. |
| - | ------------- | - | - | - | - | --- | --- | ---- |
| 1 | Szwecja U-21  | 4 | 3 | 0 | 1 | 8   | 2   | 6    |
| 2 | Włochy U-21   | 4 | 2 | 0 | 2 | 6   | 7   | 4    |
| 3 | Austria U-21  | 4 | 1 | 0 | 3 | 3   | 8   | 2    |

| - Włochy 3-1 Austria - Szwecja 2-0 Austria - Włochy 1-0 Szwecja | - Austria 0-2 Szwecja - Szwecja 4-1 Włochy - Austria 2-1 Włochy |
|                                                                 |                                                                 |

### Grupa 7
| # | Reprezentacja | M | W | R | P | Br+ | Br- | Pkt. |
| - | ------------- | - | - | - | - | --- | --- | ---- |
| 1 | Holandia U-21 | 4 | 2 | 1 | 1 | 9   | 7   | 5    |
| 2 | Jugosławia    | 4 | 2 | 1 | 1 | 7   | 7   | 5    |
| 3 | NRD           | 4 | 1 | 0 | 3 | 5   | 7   | 2    |

| - Holandia 5-2 Jugosławia - NRD 3-1 Holandia - Jugosławia 1-1 Holandia | - NRD 0-1 Jugosławia - Holandia 2-1 NRD - Jugosławia 3-1 NRD |
|                                                                        |                                                              |

### Grupa 8
| # | Reprezentacja | M | W | R | P | Br+ | Br- | Pkt. |
| - | ------------- | - | - | - | - | --- | --- | ---- |
| 1 | RFN           | 6 | 5 | 1 | 0 | 11  | 1   | 11   |
| 2 | Polska U-21   | 6 | 2 | 3 | 1 | 7   | 4   | 7    |
| 3 | Albania U-21  | 6 | 0 | 3 | 3 | 2   | 7   | 3    |
| 4 | Turcja U-21   | 6 | 0 | 3 | 3 | 0   | 8   | 3    |

| - Albania 1-1 Polska - Turcja 0-2 RFN - Turcja 0-0 Albania - Albania 0-2 RFN - RFN 3-0 Turcja - Polska 2-1 Albania | - RFN 2-0 Albania - Turcja 0-0 Polska - Polska 1-1 RFN - Albania 0-0 Turcja - RFN 1-0 Polska - Polska 3-0 Turcja |
| | |

## Runda pucharowa

### Ćwierćfinały
Mecze odbyły się w dniach 26, 27, 29 kwietnia, rewanże 3, 10, 11, 14 i 24 (powtórka rewanżu) maja 1972 r.
| Reprezentacja 1 | Wynik | Reprezentacja 2     | 1 mecz | 2 mecz | powtórka |
| --------------- | ----- | ------------------- | ------ | ------ | -------- |
| Dania U-21      | 2:5   | Grecja U-21         | 2:0    | 0:5    |          |
| Bułgaria U-21   | 4:2   | Holandia U-21       | 2:2    | 0:0    | 2:0      |
| Szwecja U-21    | 1:4   | Czechosłowacja U-21 | 0:1    | 1:3    |          |
| ZSRR            | 3:1   | RFN U-21            | 3:1    | 0:0    |          |

### Półfinały
Mecze odbyły się w dniach 17 maja, 7 czerwca, rewanże 31 maja i 7 czerwca 1972 r.
| Reprezentacja 1     | Wynik | Reprezentacja 2 | 1 mecz | 2 mecz |
| ------------------- | ----- | --------------- | ------ | ------ |
| Czechosłowacja U-21 | 4:1   | Grecja U-21     | 2:0    | 2:1    |
| ZSRR                | 7:3   | Bułgaria U-21   | 4:0    | 3:3    |

### Finały
Mecze odbyły się w dniach 22 i 30 czerwca 1972 r.
| Reprezentacja 1 | Wynik | Reprezentacja 2     | 1 mecz    | 2 mecz    |
| --------------- | ----- | ------------------- | --------- | --------- |
| ZSRR            | 3:5   | Czechosłowacja U-21 | 2:2 (0:0) | 1:3 (0:2) |

| 22 czerwca 1972 | ZSRR · Błochin 49' · Gucajewi 73' · Wagner 79', 84' | 2:20:0Raport | Czechosłowacja · 70' Albrecht · 87' Melichar | Stadion Łużniki, Moskwa Widzów: 25 000 Sędzia: Hans-Joachim Weyland |
|                 |                                                     |              |                                              |                                                                     |

| Władimir Olejnik – Boris Sierostanow, Rostysław Potoczniak, Władimir Gołubiew, Wiktor Zwiahincew – Chasanbi Mirikow (46' Aleksandr Machowikow), Andriej Jakubik, Wladimer Gucaewi – Giwi Nodia, Łeonid Buriak (70' Władimir Dorofiejew), Ołeh Błochin. Trener: Nikołaj Gulajew | Dušan Kéketi – Václav Samek, Jozef Suchánek (60' Ladislav Štovčík), Karel Dvořák, Zdeněk Koubek – Jaroslav Melichar, Přemysl Bičovský, Miroslav Gajdůšek – Jaroslav Masrna, Zdeněk Nehoda (72' Ivan Pekárik), Milan Albrecht. Trener: Jozef Vengloš |

| 30 czerwca 1972 | Czechosłowacja · Gajdůšek 10' · Herda 11' · Albrecht 60' | 3:12:0Raport | ZSRR · 67' Błochin | Stadion miejski, Ostrawa Widzów: 15 000 Sędzia: Sergio Gonella |
|                 |                                                          |              |                    |                                                                |

| Dušan Kéketi – Václav Samek, Ladislav Štovčík, Karel Dvořák, Zdeněk Koubek – Jaroslav Melichar, Přemysl Bičovský, Miroslav Gajdůšek – Dušan Herda, Ivan Pekárik, Milan Albrecht. Trener: Jozef Vengloš | Władimir Olejnik – Boris Sierostanow, Rostysław Potoczniak, Wiktor Zwiahincew, Władimir Gołubiew – Aleksandr Machowikow, Wladimer Gucaewi, Andriej Jakubik – Giwi Nodia, Łeonid Buriak, Ołeh Błochin. Trener: Nikołaj Gulajew |

 

Złote medale mistrzów otrzymali: Dušan Kéketi, Jozef Suchánek, Václav Samek, Karel Dvořák, Zdeněk Koubek, Ladislav Štovčík, Peter Luprich, Jaroslav Melichar, Přemysl Bičovský, Miroslav Gajdůšek, Gejza Farkaš, Jaroslav Masrna, Ján Švehlík, Zdeněk Nehoda, Ivan Pekárik, Dušan Herda, Milan Albrecht.